# Allen Parish
Das Allen Parish (frz.: Paroisse d'Allen) ist ein Parish im US-amerikanischen Bundesstaat Louisiana. Im Jahr 2020 hatte das Parish 22.750 Einwohner und eine Bevölkerungsdichte von 11,5 Einwohnern pro Quadratkilometer. Der Verwaltungssitz (Parish Seat) ist Oberlin.

## Geografie
Das Parish liegt im mittleren Westen von Louisiana, ist im Westen etwa 60 km von Texas, im Süden etwa 100 km vom Golf von Mexiko entfernt und hat eine Fläche von 1980 Quadratkilometern, wovon drei Quadratkilometer Wasserfläche sind. An das Allen Parish grenzen folgende Nachbarparishes:
| Vernon Parish     |                        | Rapides Parish    |
| Beauregard Parish |                        | Evangeline Parish |
|                   | Jefferson Davis Parish |                   |

## Geschichte

H. W. Allen

Das Allen Parish wurde am 12. Juni 1912 aus Teilen des Calcasieu Parish gebildet. Benannt wurde es nach Henry Watkins Allen (1820–1866), einem früheren Gouverneur von dem nicht mit der Union verbündeten Teil Louisianas während des Sezessionskriegs.
Vier Bauwerke des Countys sind im National Register of Historic Places eingetragen (Stand 23. Oktober 2017).

## Ortschaften im Allen Parish
| City - Oakdale                                      | Towns - Elizabeth - Kinder - Oberlin                                 | Village - Reeves                                                |
| Unincorporated Communities                          |                                                                      |                                                                 |
| - Bel - Bond - Coverdale - Elder - Foley - Fontenot | - Grant - Hampton - Harmony - Indian Village - Lauderdale - Le Blanc | - Mittie - Pawnee - Reids - Simmons Settlement - Stanley - Ward |

## Gliederung
Das Allen Parish ist in 7 durchnummerierte Distrikte eingeteilt:
| Distrikt | Einwohner (2010) | FIPS     | Karte                       |
| -------- | ---------------- | -------- | --------------------------- |
| 1        | 31.234           | 22-94003 | Gliederung des Allen Parish |
| 2        | 3.288            | 22-94204 | Gliederung des Allen Parish |
| 3        | 5.470            | 22-94384 | Gliederung des Allen Parish |
| 4        | 3.861            | 22-94570 | Gliederung des Allen Parish |
| 5        | 3.565            | 22-94762 | Gliederung des Allen Parish |
| 6        | 3.993            | 22-94936 | Gliederung des Allen Parish |
| 7        | 4.353            | 22-95095 | Gliederung des Allen Parish |

## Bevölkerung
Nach der Volkszählung im Jahr 2010 lebten im Allen Parish 25.764 Menschen in 8.388 Haushalten. Die Bevölkerungsdichte betrug 12,8 Einwohner pro Quadratkilometer.
Ethnisch betrachtet setzte sich die Bevölkerung zusammen aus 71,6 % Weißen, 23,2 % Afroamerikanern, 2,4 % amerikanischen Ureinwohnern, 0,7 % Asiaten sowie aus anderen ethnischen Gruppen; 1,6 % stammten von zwei oder mehr Ethnien ab. Unabhängig von der ethnischen Zugehörigkeit waren 1,3 % der Bevölkerung spanischer oder lateinamerikanischer Abstammung.
In den 8.388 Haushalten lebten statistisch je 2,57 Personen.
22,9 % der Bevölkerung waren unter 18 Jahre alt, 64,2 % waren zwischen 18 und 64 und 12,9 % waren 65 Jahre oder älter. 43,8 % der Bevölkerung war weiblich.
Das jährliche Durchschnittseinkommen eines Haushalts lag bei 36.926 USD. Das Prokopfeinkommen betrug 17.108 USD. 17,4 % der Einwohner lebten unterhalb der Armutsgrenze.